# Waksmundzki Potok

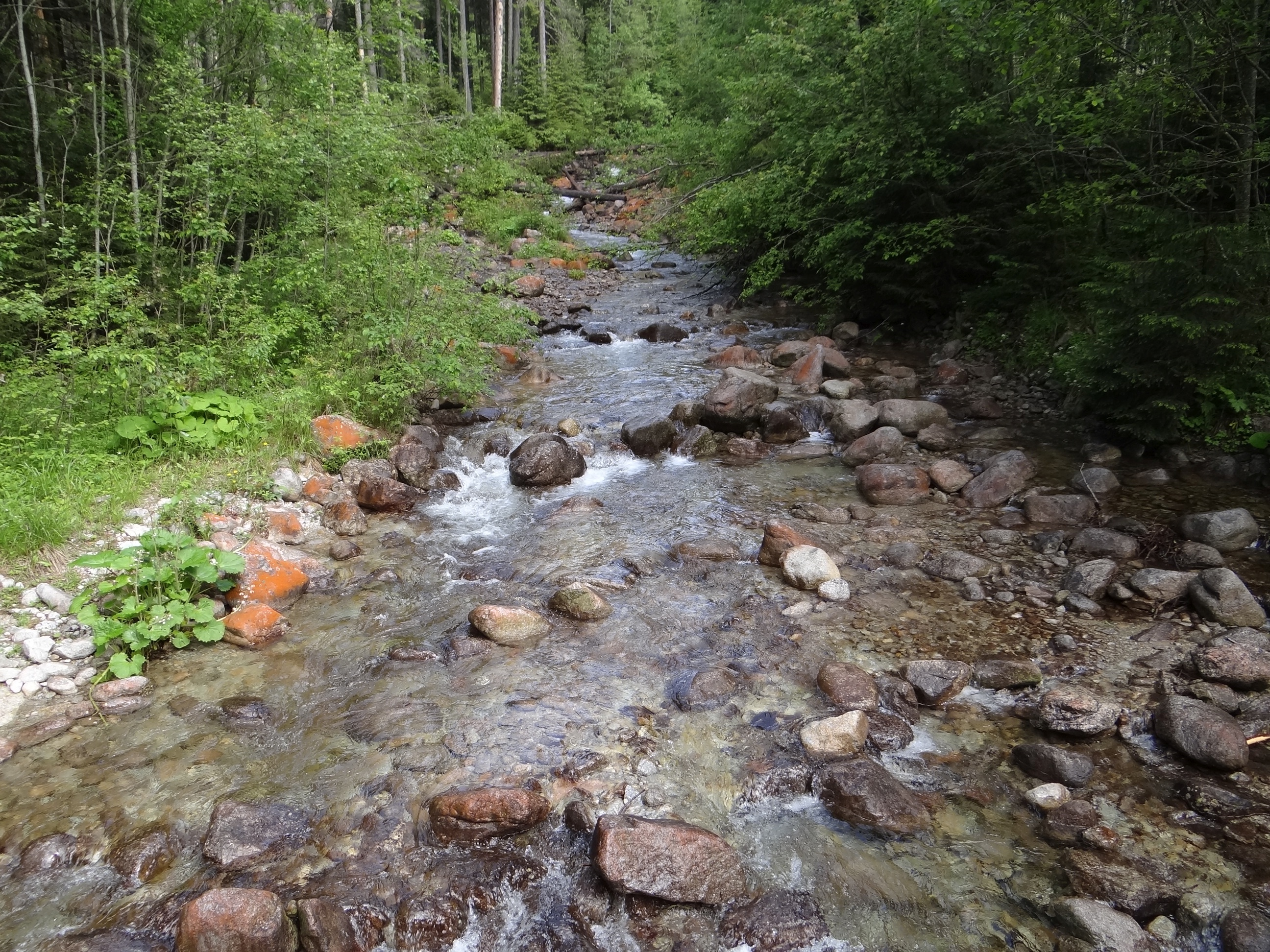
Waksmundzki Potok przy Palenicy Białczańskiej

Waksmundzki Potok – potok w południowej Polsce, dopływ Białki.

## Lokalizacja i charakterystyka
Płynie Doliną Waksmundzką w Tatrach. Trudno jest  jednoznacznie określić jego początek, wypływa bowiem z rumoszu skalnego w postaci tzw. źródeł wędrujących. Według różnych badań znajdują się one na wysokości 1950 m lub 1865 m. Na odcinku około 2 km od źródeł potok płynie ze zmiennym spadkiem wynoszącym od 10% do 40%, a jego wyżłobione w skale koryto w wielu miejscach zawalone jest rumoszem skalnym. Ilość wody jest w nim niewielka. Istnieje kilka niewielkich dopływów, ale tylko okresowych, ich woda ginie bowiem w stożkach napływowych. Na wysokości około 1460 m w korycie potoku jest próg skalny o wysokości kilkunastu metrów. Poniżej progu szerokość koryta zwiększa się do 3 m, zwiększa się także ilość przepływającej wody, gdyż wzdłuż koryta na wysokości od 1340 do 1275 m pojawiają się przykorytowe źródła wypływające z moren. Mają łączną wydajność około 21 l/s. Poniżej wysokości 1190 m ilość wody w potoku maleje, a w czasie suchej pory nawet przepływ całkowicie zanika. Dzieje się to z powodu występujących w korycie ponorów. Woda pojawia się powtórnie na wysokości 1073 m, wybija tutaj bowiem silne źródło o wydajności około 50-100 l/s. Jest to jednak źródło okresowe. Około 200–300 m przed ujściem do Białki woda w potoku zanika całkowicie w potężnym stożku napływowym. Na powierzchni pojawia się tylko w czasie wysokich stanów wód. Potok tworzy wówczas trzy koryta uchodzące do Białki jako jej lewy dopływ. Następuje to na wysokości 987 m, około 500 m na południe za Palenicą Białczańską. Koryto Waksmundzkiego Potoku przecina tutaj szosa do Morskiego Oka.
Długość potoku wynosi 6,6 km, a średni spadek 14,6%. Zlewnia ma powierzchnię 5,35 km². Poniżej Równicy Waksmundzkiej potok tworzy progi i wodospady.